# Partículas massivas de interação gravitacional
Partículas maciças com interação gravitacional (GIMPs) são um conjunto de partículas teorizadas para explicar a matéria escura em nosso universo, em oposição a uma teoria alternativa baseada em partículas maciças com interação fraca (WIMPs). A proposta faz da matéria escura uma forma de singularidade na energia escura, descrita pelas equações do campo gravitacional de Einstein para a Relatividade Geral.

## Histórico
A matéria escura foi postulada em 1933 por Zwicky, que notou o fracasso das curvas de velocidade das estrelas em diminuir quando representadas em função de sua distância do centro das galáxias. Desde o desenvolvimento da Relatividade Geral por Einstein, nosso universo foi melhor descrito na escala macroscópica pelo espaço-tempo quadridimensional cuja métrica é calculada pelas equações do campo de Einstein:
{\displaystyle R_{\mu \nu }-{g_{\mu \nu }R \over 2}+\Lambda g_{\mu \nu }=8\pi {G \over c^{4}}T_{\mu \nu }}
onde {\displaystyle R_{\mu \nu }\ } é o tensor de curvatura de Ricci, {\displaystyle R} é o escalar de curvatura de Ricci e {\displaystyle \Lambda } é a constante cosmológica.  
Os WIMPs seriam partículas elementares descritas pelo Modelo Padrão da mecânica quântica, que poderiam ser estudadas por experimentos em laboratórios de partículas como o CERN. Por outro lado, as partículas propostas do GIMP seguiriam as equações de solução do vácuo das equações de Einstein para gravidade. Seriam estruturas singulares no espaço-tempo, embutidas em uma geometria cuja média forma a energia escura que Einstein expressou em sua constante cosmológica.